# Rutiderma dinochelata
Rutiderma dinochelata är en kräftdjursart som beskrevs av Louis S. Kornicker 1958. Rutiderma dinochelata ingår i släktet Rutiderma och familjen Rutidermatidae. Inga underarter finns listade i Catalogue of Life.